# Festival Concha Acústica Villa Flora
El festival de la Concha Acústica de la Villa Flora (antes conocido como Heavy Metal al Sur del Cielo), es un concierto gratuito de bandas ecuatorianas de los géneros metal, punk y hardcore que se efectúa cada 31 de diciembre en el parque de la Villa Flora, ubicado sobre la avenida Alonso de Angulo, sector sur de la ciudad de Quito, desde 1987.
El evento es organizado por la Corporación Cultural Al Sur del Cielo, que también es responsable de los eventos Semana del Rock Ecuatoriano y los conciertos Rock en Vivo y Rock Sinfónico.

## Historia
Inspirados por el festival de Woodstock de 1969, un grupo de músicos quiteños organizó en 1972 el evento Festival de Música Moderna en la concha acústica de la Villa Flora, barrio del sur de la ciudad de Quito, sorteando la posible censura de la dictadura militar de ese entonces, encabezada por Guillermo Rodríguez Lara. Entre 1974 y 1985 varios de estos jóvenes, entre ellos el cantautor Jaime Guevara repiten la experiencia en varios shows esporádicos, hasta que el 26 de diciembre de 1987 se oficializa el primer festival Rock por la Vida y la Paz, organizado por el colectivo en ese entonces denominado Defensores del Rock, con la participación de la banda Luna LLena.
En septiembre de 2013, el municipio de Quito remodeló el escenario de la Concha Acústica. Ese mismo año, el festival presentó un cartel con 17 agrupaciones.

### Bandas presentes desde 1987
Luna Llena, Ramiro Acosta, Jaime Guevara, Corazón de Metal, La Tribu, Narcosis, Mozzarella, Wizard, Espada Sagrada, Euforia, Abadon, Toque de Queda, Celeste Esfera, Cuerdas Asesinas, Falc, Resistencia, Zelestial, Almetal, Mortal Decision, Southern Cross, Inocencia Perdida, Chancro Duro, Sueño Eterno, Ente, Amazon Rock Vital, Metamorfosis, Lachard, Hittar Cuesta, CRY, Muscaria, Basca, XXX, Sparta, Hiddenland, Sal y Mileto, Sarcasmo, Deathweiser, Extreme Attack, Avathar, Demólisis, Anima Inside, Cabal, Camisa de Fuerza, Muerte Súbita, Total Death, Malak, Kush, Zadkiel, Tarkus, Deseret, Aztra, Crossfire, Cuerdas Negras, Delicado Sonido del Trueno, Johny Gordón, Perpetua, Triskëll, Imperio Negro, Eskathón, Descomunal, Los Catzos, Disbrigade, Devasted, Cadaverous, Brigada Roja, Lasen, Hidekel, The Winekürs, War Machine, Reaktor, Legendaria, El Último Yo, Letharia, Diablo Huma Rock, Dama Solitaria, Ódica, Coraje, La Tribu y más.

### Actualidad
Tras realizar en forma virtual el festival durante los años 2020 y 2021 por la pandemia mundial de coronavirus y el fallecimiento de dos de sus principales gestores y promotores, Diego Brito y Pablo Rodríguez, el concierto volvió a efectuarse de manera presencial el 31 de diciembre de 2022. Por motivos logísticos y económicos el evento volvió a suspenderse en 2023, siendo retomado en 2024.